# 高堀冬彦
高堀 冬彦（たかほり ふゆひこ、1964年 - ）は、日本の放送コラムニスト、ジャーナリスト。スポーツニッポン新聞社記者、サンデー毎日編集次長などを経て独立。放送批評懇談会「GALAC」編集委員。

## 人物・経歴
1964年、現在の茨城県ひたちなか市生まれ。1990年、スポーツニッポン新聞社入社。放送担当の文化社会部記者、専門委員。毎日新聞出版社「サンデー毎日」記者、編集次長などを経て2019年に独立。デイリー新潮、週刊女性PRIME、日刊SPA!などに執筆する。

## 発言・主張
1994年10月から1995年９月まで放送されたNHK連続テレビ小説「春よ、来い」での安田成美の降板をスポーツニッポン時代に特報した。降板理由について2021年1月5日付の現代ビジネスで「歴史観の違い」は理由ではなかったとし、「別の俳優が橋田の脚本に馴染めずに意見が対立するようになり、安田がそれに同調した」「そもそも視聴率が伸びず現場の雰囲気が良くなかった」と指摘した。
NHK「ファミリーヒストリー」については「家系について調査し放送することが『本人』を重視する現代社会の精神に反し差別の助長につながるのではないか」と現代ビジネスで指摘した。